# Joc d'atzar

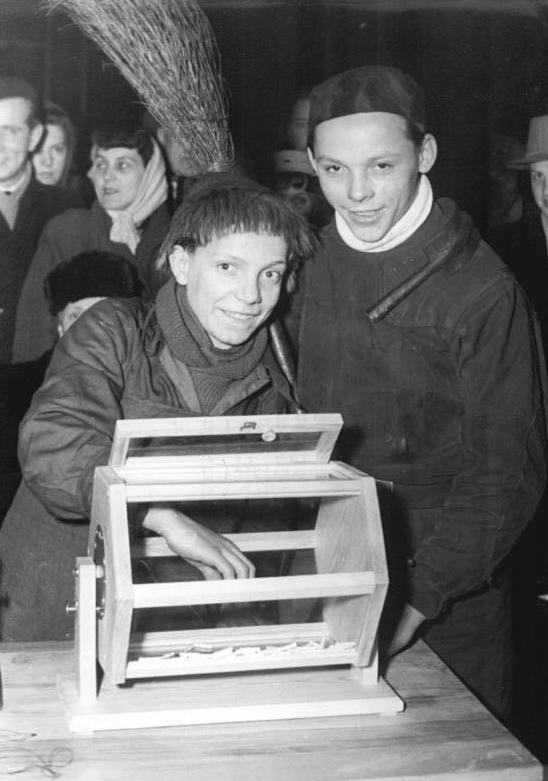
Joc d'atzar a Alemanya l'any 1954

Un joc d'atzar és un joc el resultat del qual està molt influenciat per un aparell aleatoritzador (per exemple daus, cartes, loteria o ruletes).
A la península Ibèrica són molt populars els jocs d'atzar. Un dels més populars és la loteria primitiva, en la qual s'han d'endevinar sis nombres de 49. Hi ha diferents varietats del mateix joc: la bonoloto, el Gordo de la primitiva, a part de l'esmentada. Aquest joc es promou per un organisme de l'Estat anomenat ONLAE. A Catalunya hi ha un joc similar: el 6-49.
El 2004 es va posar en marxa un joc similar, internacional, promogut per Anglaterra, França i Espanya: Euro Milions.
L'ONLAE també promou travesses basades en el pronòstic del resultat dels partits de futbol, i la loteria anomenada moderna, on els premis es donen a les butlletes que coincideixen amb un número tret d'un bombo.
L'ONCE promou un joc similar a la loteria moderna.

## Habilitat
Alguns jocs, en els quals hi ha un element d'atzar, també poden requerir un cert nivell de destresa. Això és especialment evident quan els jugadors han de prendre decisions basades en coneixements anteriors o informació incompleta, com en jocs com el blackjack. A diferència d'aquests, jocs com la ruleta i el baccarat, es basen sobretot en l'atzar, i els jugadors determinen la mida de l'aposta i l'opció, deixant el resultat en gran manera a la fortuna. Per tant, aquests jocs es consideren de joc d'atzar, encara que tenen una component mínima de destresa.
La distinció entre "atzar" i "destresa" és important perquè en alguns països els jocs d'atzar estan prohibits o, almenys, regulats, mentre que els jocs de destresa no ho estan. Com que no hi ha una definició estandarditzada, el pòquer, per exemple, es considera un joc d'atzar a Alemanya i, almenys, per un jutge federal a l'estat de Nova York, un joc de destresa.

## Dependència
Les persones que participen en jocs d'atzar poden desenvolupar-hi una forta addicció. Això s'anomena psicopatologia (addicció) als "jocs d'atzar patològics". Segons el psicoanalista Edmund Bergler, els jugadors patològics tenen sis característiques concretes:
1. Han de jugar regularment: el problema és entendre quan el subjecte juga "massa".
2. El joc té prioritat sobre tots els altres interessos.
3. En el jugador hi ha un optimisme que no és causat per fracassos repetits.
4. El jugador mai s'atura fins que no guanya.
5. Malgrat les mesures de precaució que inicialment van prometre, finalment assumeixen risc excessiu.
6. Durant el joc experimenten una sensació subjectiva de "plaer" (tremolor, emoció, tensió, tan dolorosa com plaent).

## Tipus
Hi ha desenes de tipus diferents de jocs d'atzar. Els jocs més populars als casinos en línia són el videopòquer, la ruleta, el craps, el blackjack i les apostes esportives. El baccarat també és popular.